# Patiparn Phetphun
Patiparn Phetphun (en tailandés: ปฏิภาณ เพชรพูล; provincia de Kanchanaburi, Tailandia, 25 de septiembre de 1980) es un exfutbolista de Tailandia que jugaba en las posiciones de defensa central y centrocampista.

## Carrera

### Club
| Periodo   | Club                        | Apariciones | Goles |
| --------- | --------------------------- | ----------- | ----- |
| 2004–2006 | Bangkok Bank FC             | 55          | 8     |
| 2006–2007 | Bangkok United              | 47          | 3     |
| 2008–2009 | PEA FC                      | 57          | 6     |
| 2010      | Bangkok United              | 25          | 2     |
| 2011–2014 | TOT SC                      | 58          | 0     |
| 2015–2016 | Police United FC            | 30          | 2     |
| 2016      | Super Power Samut Prakan FC | 6           | 0     |
| 2017      | BBCU FC                     | 8           | 0     |
| 2017      | Ayutthaya FC                | 10          | 0     |

### Selección nacional
Jugó para Tailandia en 12 ocasiones de 2007 a 2009 y anotó cuatro goles; participó en la Copa Asiática 2007.

## Logros
- Thai Premier League (2): 2006, 2008
- Thai Division 1 League (1): 2015

## Estadísticas

### Goles con selección nacional
| #  | Fecha      | Sede                              | Rival           | Marcados | Resultado | Torneo                                               |
| -- | ---------- | --------------------------------- | --------------- | -------- | --------- | ---------------------------------------------------- |
| 1. | 8-10-2007  | Suphachalasai Stadium, Tailandia  | Macao           | 5–1      | 6-1       | Clasificación para la Copa Mundial de Fútbol de 2010 |
| 2. | 26-12-2007 | Rajamangala Stadium, Tailandia    | Corea del Norte | 1–0      | 1-0       | King's Cup 2007                                      |
| 3. | 28-10-2008 | Mỹ Đình National Stadium, Vietnam | Corea del Norte | 1–0      | 1-0       | 2008 T&T Cup                                         |
| 4. | 8-12-2008  | Surakul Stadium, Tailandia        | Laos            | 2–0      | 6-0       | 2008 AFF Suzuki Cup                                  |